# Казакова, Анна Ильинична
А́нна Ильи́нична Казако́ва (31 октября 1920, Аксаматово, Царевококшайский уезд, Казанская губерния, РСФСР — 22 февраля 1989, Москва, СССР) — советский партийный и государственный руководитель. Заместитель Председателя Совета Министров Марийской АССР (1962—1972), министр культуры Марийской АССР (1958—1962). Член ВКП(б) с 1948 года.

## Биография
Родилась 31 октября 1920 года в дер. Аксаматово ныне Медведевского района Марий Эл в крестьянской семье.
В 1942 году окончила Казанский юридический институт. В 1943–1948 годах была членом Верховного суда Марийской АССР.
В 1948 году заступила на партийную работу: инструктор, заведующая сектором Марийского обкома КПСС. В 1958 году окончила Высшую партийную школу при ЦК КПСС. В 1958—1962 годах была министром культуры Марийской АССР.
В 1962—1972 годах — заместитель Председателя Совета Министров Марийской АССР. По оценке некоторых видных политических деятелей республики, инициативный, умный, высокообразованный руководитель (П. Алмакаев); «Фурцева в масштабах Марий Эл» (А. Замятин).
В 1959—1975 годах избиралась депутатом Верховного Совета Марийской АССР V—VIII созывов.
Её многолетняя и плодотворная общественно-политическая деятельность отмечена орденами Трудового Красного Знамени, «Знак Почёта» (дважды), медалями, в том числе «За трудовую доблесть», а также почётными грамотами Президиумов Верховного Совета РСФСР (дважды) и Марийской АССР.

## Награды
- Орден Трудового Красного Знамени (1960)[1]
- Орден «Знак Почёта» (1967, 1971)[1]
- Медаль «За трудовую доблесть» (1951)[1]
- Медаль «За доблестный труд. В ознаменование 100-летия со дня рождения Владимира Ильича Ленина»
- Почётная грамота Президиума Верховного Совета РСФСР (1965, 1970)[1]
- Почётная грамота Президиума Верховного Совета Марийской АССР (1943)[1]